# 南ヨーロッパ

国際連合によるヨーロッパの地域の分類（南ヨーロッパは緑）
北ヨーロッパ
西ヨーロッパ
東ヨーロッパ
南ヨーロッパ

CIA World Factbookによるヨーロッパの地域の分類
北ヨーロッパ
西ヨーロッパ
中央ヨーロッパ
南ヨーロッパ
南東ヨーロッパ
南西ヨーロッパ
東ヨーロッパ
南西アジア
北アジア
中央アジア
中東

南ヨーロッパ（みなみヨーロッパ、英: Southern Europe、西: Europa del Sur、伊: Europa meridionale）は、ヨーロッパの南部地域を指す。南欧（なんおう）とも呼ばれる。西洋でも特に歴史が古く、主にラテン語系の言語を母語とする民族が住んでいる地中海沿岸の地域である。

## 国際連合の分類
- アルバニア
- アンドラ
- ボスニア・ヘルツェゴビナ
- クロアチア
- ギリシャ
- イタリア
- マルタ
- モンテネグロ
- 北マケドニア
- ポルトガル
- サンマリノ
- セルビア
- スロベニア
- スペイン
- バチカン
- コソボ - 国連非加盟
- セボルガ公国 - ミクロネーション
- リベルランド - ミクロネーション
- ジブラルタル - イギリス領

欧州の中では南側に位置するが、大部分が北海道・東北地方と同緯度にある。

## 民族・地理的分類

### 狭義

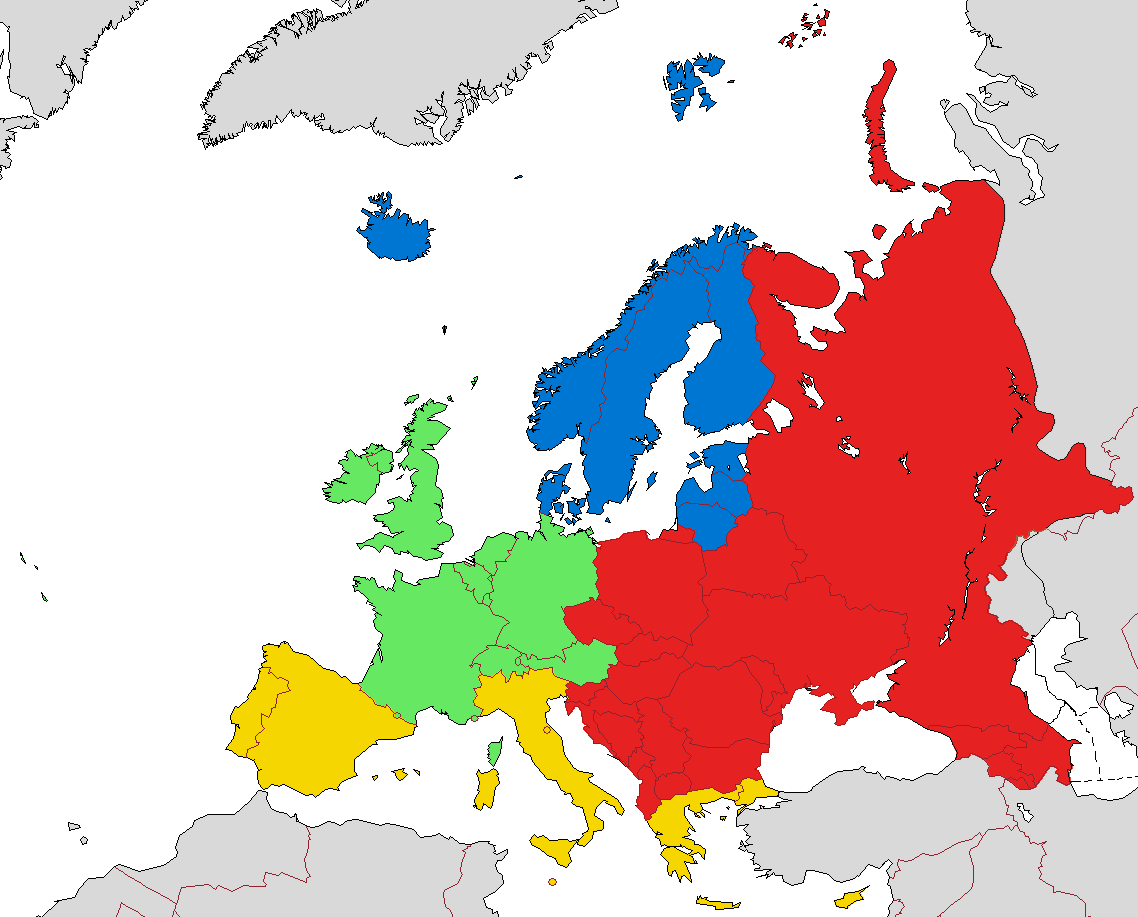
EuroVocによるヨーロッパの地域の分類（南ヨーロッパは黄色）

- アンドラ
- ギリシャ
- イタリア
- マルタ
- ポルトガル
- サンマリノ
- スペイン
- バチカン市国

イベリア半島地域のスペインやポルトガル、アンドラは南西ヨーロッパに分類されることがある。

### 広義
古来よりの地中海沿岸諸国という観点からモナコやキプロス、バルカン半島西部を含むこともある。
- アルバニア
- ボスニア・ヘルツェゴビナ
- クロアチア
- キプロス
- コソボ
- モナコ
- モンテネグロ
- 北マケドニア
- セルビア
- スロベニア

また、フランスの以下の地域も含む場合もある。
- コルス地方公共団体
- プロバンス・アルプ・コート・ダジュール地域圏